# Prave ose
Prave ose (znanstveno ime Vespidae) so velika družina kožekrilcev, ki združuje nekaj najbolj znanih predstavnikov os, kot sta navadna osa in sršen, skupno pa vanjo uvrščamo preko 5.000 vrst.
Večinoma so črno-rumene svarilne barve, saj imajo samice razvito želo, povezano s strupnimi žlezami. Ozka krila večinoma zlagajo vzdolžno ob telesu med mirovanjem, najzanesljivejši taksonomski znak je t. i. diskalna celica na njih, membranast del med žilami v sredini krila, ki je pri pravih osah velika, dolga približno polovico dolžine krila. Poleg tega je značilen še zadnji rob prvega člena oprsja (pronotuma), ki je v obliki črke »U«.
Skupina je najbolj znana po socialnih vrstah, čeprav predstavljajo le kakšno petino vseh pravih os. So evsocialne, kar pomeni, da družno skrbijo za zarod in v kolonijah izvajajo delitev dela med reproduktivnimi ter nereproduktvinimi osebki (»delavkami«). Evsocialne so vse predstavnice poddružin Polistinae, Vespinae in Stenogastrinae, pri čemer je v slednji opazen gradient socialnega vedenja, z bolj ali manj začasno delitvijo dela v času razmnoževanja. Predstavnice ostalih poddružin so samotarske. Iz tega sklepajo, da se je evsocialnost pri pravih osah razvila samo enkrat v evolucijski zgodovini skupine, kar podpirajo molekularni in drugi znaki. Družbene ose (Vespinae) gradijo večnadstropna gnezda (osirje) iz papirju podobnega materiala, podobno tudi predstavnice družine Polistinae, kjer je gnezdo iz ene vodoravne plasti celic, obešene na ozkem peclju. Lončarke (Eumeninae) gradijo vrčasta gnezda iz blata.